# Samiullah Shinwari
Samiullah Shenwari (sinh ngày 31 tháng 12 năm 1987) là 1 right-handed batsman và leg break bowler chơi cho đội tuyển Afghanistan.
Shenwari là thành viên của đội Afghanistan trong 1 năm vô địch World Cricket League Division Five, Division Four và Division Three, giúp cho họ lên chơi Division Two và sau đó tham dự 2009 ICC World Cup Qualifier nơi họ có tư cách ODI.

## Liên kết khác
- Samiullah Shinwari on cricketarchive